# E-Play
 (транскр.  И-плеј) српска је музичка група из Београда. Жанровски се најчешће сврстава у алтернативни рок.
Група је са радом почела 1998. године. Њихови текстови су често писани у минималистичком духу, а звук често садржи елементе електронског и психоделичног рока. Њихова песма Први поглед твој је коришћена у филму Муње!, док је песма In the Middle коришћена у филму Лавиринт.

## Чланови

### Садашњи
- Маја Цветковић [а] — бас-гитара, вокал
- Немања Велимировић — гитара
- Горан Љубоја [б] — бубањ[6]
- Мина Кнежевић — вокал

### Бивши
- Немања Аћимовић [в] — бубањ
- Марко Миливојевић [г] — грувбокс
- Дамјан Дашић [д] — бубањ
- Биљана Тодоровски — гитара, вокал
- Данило Никодиновски [ђ] — гитара
- Кристина Јовановић — вокал

## Дискографија

### Студијски албуми
- (2000)
- (2005)
- Драго ми је да смо се упознали (2009)
- Обични људи (2013)
- Слобода (2018)
- Диши дубоко (2025)

### Учешћа на компилацијама
- Муње! — музика из филма (2001) — песма Први поглед твој
- Здухач значи авантура — музика из филма (2011) — песма Добра прилика

## Награде и номинације
| Година | Категорија       | Номиновано дело | Исход      | Изв.   |
| ------ | ---------------- | --------------- | ---------- | ------ |
| 2021.  | Рок видео        | Слобода         | Номинација | [ 12 ] |
| 2021.  | Режија           | Пристаниште     | Номинација | [ 13 ] |
| 2021.  | Видео са поруком | Шамарчина       | Номинација | [ 14 ] |

- Награде емисије Бунт

| Година | Категорија   | Номиновано дело                | Исход    | Изв.   |
| ------ | ------------ | ------------------------------ | -------- | ------ |
| 2021.  | Песма године | Слобода                        | Освојено | [ 15 ] |
| 2022.  | Песма године | Хотел Југославија (са Бајагом) | Освојено | [ 16 ] |

- Награде Асоцијације Неки рок

| Година | Категорија  | Номиновано дело | Исход    | Изв.   |
| ------ | ----------- | --------------- | -------- | ------ |
| 2023.  | Спот године | Није да није    | Освојено | [ 17 ] |